# Komunistická strana Slovenska (1939)
Die Komunistická strana Slovenska (Abk. KSS; deutsch Kommunistische Partei der Slowakei) war eine zwischen 1939 und 1948 existierende Kommunistische Partei der Slowakei und der Tschechoslowakei.

## Geschichte

### Vorgeschichte
Bis 1939 waren die slowakischen Kommunisten innerhalb der in der gesamten Tschechoslowakei tätigen Kommunistischen Partei der Tschechoslowakei (KSČ) als eine regionale Teilorganisation konstituiert. Nach der Gründung des vom Dritten Reich abhängigen Slowakischen Staates trennte sich der slowakische Teil der KSČ ab und bildete im März 1939 eine vollkommen selbständige Partei.

### Aktivitäten zwischen 1939 und 1945
Die Partei blieb trotz Verbot auch in der damals faschistisch-klerikalen Slowakei in der Illegalität tätig, selbst die Parteiführung war dort bis 1943 und darüber hinaus aktiv.
Die Komunistická strana Slovenska war im Slowakischen Nationalrat, einem Organ der ausländischen Slowaken, vertreten. Mit einigen Mitgliedern (wie Karol Šmidke, Gustáv Husák) auch in dessen Vorstand, und sie beteiligte sich am Slowakischen Nationalaufstand.
Ende 1944 entstand in der illegalen Führung der KSS die Idee eines Zusammenschlusses der kommunistischen Partei mit den slowakischen Sozialdemokraten, die zu diesem Zeitpunkt noch keine Billigung der kommunistischen Führung in Moskau fand. Auf dem sogenannten Vereinigungskongress am 17. September 1944 in Banská Bystrica kam es dennoch zu der Vereinigung, in deren Zug weniger als 20.000 Sozialdemokraten (von insgesamt etwa 37.000 des Vorkriegsstandes) der kommunistischen Partei beitraten (sie machten nur ein Drittel der Delegierten aus). In der neuen Parteiführung war das Verhältnis vier KP-Funktionäre zu nur einem Sozialdemokraten, im Parteiapparat war das Ungleichgewicht noch leicht größer.

### Aktivitäten zwischen 1945 und 1948
Die KSS beteiligte sich an der Nationalen Front der Tschechen und Slowaken (Národní fronta Čechů a Slováků) und wurde als solche zu den Wahlen 1946 und 1948 zugelassen:
- Parlamentswahl 1946, in denen sie 6,89 % der Stimmen erhielt (in der Slowakei wider Erwarten lediglich 30,4 %); sie erzielte 21 Mandate (von 300) in der Nationalen Versammlung.[3]
- Parlamentswahl 1948, in denen sie mit 18 % gesamt (und 76,1 % in der Slowakei) besser abschnitt als 1946; sie erzielte 54 Mandate (von 300) in der Nationalen Versammlung[3]

Die KSS hat sich an den ersten Nachkriegsregierungen der Tschechoslowakei beteiligt:
- Regierung Zdeněk Fierlinger I (1945)
- Regierung Zdeněk Fierlinger II (1945–1946)
- Regierung Klement Gottwald I (1946–1948)

Mit der kommunistischen Machtübernahme im Februar 1948 kam es zur vollständigen Eingliederung der KSS in die KSČ als eine  regionale Organisation der KSČ in der Slowakei – im Gegensatz dazu gab es für den tschechischen Landesteil (Böhmen und Mähren) nie eine eigene Organisation.

## Presse
Mit Gründung der Partei 1939 entstand auch eine eigene Parteizeitung, die Pravda (dt. Die Wahrheit).

## Persönlichkeiten
- Gustáv Husák
- Ladislav Novomeský
- Viliam Široký
- Karol Šmidke

## Belege
1. 1 2 3  Karel Kaplan: Das verhängnisvolle Bündnis. Unterwanderung, Gleichschaltung und Vernichtung der Tschechoslowakischen Sozialdemokratie 1944–1954. Pol-Verlag, Wuppertal 1984, ISBN 3-9800905-0-7, Kapitel I/2 und I/3, S. 36ff.
2. ↑  Mikuláš Teich, Dušan Kováč, Martin D. Brown (Hrsg.): Slovakia in History. 2. Auflage. Cambridge University Press, Cambridge 2013, ISBN 978-1-107-67690-9, S. 221.
3. 1 2  Výsledky voleb v Československu, online auf:  www.czso.cz (Tschech. Stat. Amt) (PDF; 1,1 MB), tschechisch, abgerufen am 2. Dezember 2010.